# Dendropanax exilis
Dendropanax exilis là một loài thực vật có hoa trong Họ Cuồng cuồng. Loài này được (Toledo) S.L.Jung mô tả khoa học đầu tiên năm 1981 publ. 1982.